# Zuckerkandl (phim)
Zuckerkandl là một bộ phim hoạt hình năm 1968 của đạo diễn John Hubley. Bộ phim được lồng tiếng bởi Robert Maynard Hutchins, cựu chủ tịch Đại học Chicago và hiệu trưởng Trường Luật Yale, sau này được chuyển thể thành một truyện tranh cùng tên.  Bộ phim kể về nhà triết học giả tưởng Alexander Zuckerkandl, được coi là để chế giễu Sigmund Freud.